# ميلوس سيمونوفيتش
ميلوس سيمونوفيتش هو لاعب كرة قدم صربي في مركز الدفاع، ولد في 28 مايو 1990 في زاييتشار في صربيا. لعب مع نابريداك كروشيفاتس.

## وصلات خارجية
- ميلوس سيمونوفيتش على موقع قاعدة بيانات كرة القدم.إي يو (الإنجليزية)
- ميلوس سيمونوفيتش على موقع بيانات كرة القدم. دي إي (الألمانية)
- ميلوس سيمونوفيتش على موقع Soccerbase.com (لاعب) (الإنجليزية)
- ميلوس سيمونوفيتش على موقع Soccerway.com (الإنجليزية)
- ميلوس سيمونوفيتش على موقع عالم كرة القدم.نت (الإنجليزية)